# Bodediagram

Bodediagram för ett lågpassfilter. Överst visas den logaritmiska förstärkningens frekvensgång; underst visas frekvensgången för fasen. Asymptoterna är markerade i streckat blått.

Ett Bodediagram är inom signalbehandling en graf för överföringsfunktionen, där magnitud (förstärkning) och fas ritas som funktion av frekvens, med egenskapen att skalorna är logaritmiska. 
Valet av skala för med sig att linjära filter bildar grafer med tydliga, linjära asymptoter, som kan klassificeras efter magnitudgrafens lutning, till exempel −20 dB/dekad (ofta skrivet −6 dB/oktav i akustiska sammanhang) för ett första ordningens linjärt filter.
Bodediagrammet utvecklades 1938 av den amerikanske ingenjören Hendrik Wade Bode som ett hjälpverktyg under hans forskning kring stabilitet i återkopplade system.